# Фрідріх Ферч
Фрідріх Альберт Ферч (нім. Friedrich Albert Foertsch; 19 травня 1900 — 14 грудня 1976) — німецький офіцер, генерал-лейтенант вермахту, генерал бундесверу. Кавалер Лицарського хреста Залізного хреста.

## Біографія
Син працівника державної адміністрації Прусської комісії з розселення в Позені і Західній Пруссії. Молодший брат генерала піхоти Германа Ферча.
21 травня 1918 року вступив у Прусську армію. Учасник Першої світової війни, після завершення якої вступив у фрайкор Гінденбурга. 1 січня 1921 року продовжив службу в рейхсвері. 
В 1938 році призначений квартирмейстером генштабу 3-го армійського корпусу. З 25 жовтня 1939 року — начальник оперативного відділу генштабу 60-ї піхотної дивізії. Учасник Французької кампанії. З 1 жовтня 1940 року — начальник 1-го відділу штабу начальника відділу озброєнь і командувача Резервною армією. З 1 червня 1942 року — начальник оперативного відділу, з 1 грудня 1943 року — начальник штабу 18-ї армії. З січня 1945 року — начальник штабу групи армій «Курляндія». В травні потрапив у радянський полон.
В 1949 році звинувачений військовим трибуналом у тому, що «війська і підлеглі йому з'єднання знищили міста Псков, Новгород і Ленінград, а також зруйнували пам'ятки історичного мистецтва у містах Гатчина, Петергоф, Павловськ і Пушкін». Ферч визнав, що віддавав накази здійснювати обстріли, проте це було необхідне для війни. 29 червня 1950 року засуджений до 25 років таборів. В жовтні 1955 року переданий владі ФРН і звільнений. На той момент Ферч схуд до 46 кілограмів і став сліпим на одне око, йому знадобився рік, щоб повністю відноситись.
2 листопада 1956 року втупив у бундесвер і очолив 2-й корпус в Ульмі. З 5 квітня 1957 року — командир 2-ї гренадерської дивізії в Гіссені. На цих посадах Ферч проявив себе хорошим партнером французьких, британських і американських військ. З 1 січня 1959 року — заступник начальника відділу «Планування і політика» Штабу Верховного головнокомандувача ОЗС НАТО в Європі. З 1 квітня 1961 року — генерал-інспектор бундесверу. 31 грудня 1963 року вийшов у відставку.

## Нагороди
- Залізний хрест 2-го класу
- Почесний хрест ветерана війни з мечами
- Медаль «За вислугу років у Вермахті» 4-го, 3-го, 2-го і 1-го класу (18 років)
- Медаль «У пам'ять 1 жовтня 1938»
- Застібка до Залізного хреста 2-го класу
- Залізний хрест 1-го класу
- Орден Корони Румунії, командорський хрест
- Німецький хрест в золоті (10 травня 1943)
- Лицарський хрест Залізного хреста (5 вересня 1944)
- Нарукавна стрічка «Курляндія»
- Орден Почесного легіону, великий офіцерський хрест (Франція)
- Легіон Заслуг (США)
- Орден «За заслуги перед Італійською Республікою», великий хрест (1965)
- Орден «За заслуги перед Федеративною Республікою Німеччина», великий хрест із зіркою і плечовою стрічкою